# Лејквју Норт (Вајоминг)
Лејквју Норт (енгл. Lakeview North) насељено је место без административног статуса у америчкој савезној држави Вајоминг.

## Демографија
По попису из 2010. године број становника је 84, што је 7 (9,1%) становника више него 2000. године.
| Група             | 2000.      | 2010.      |
| Белци             | 75 (97,4%) | 81 (96,4%) |
| Афроамериканци    | 0 (0,0%)   | 0 (0,0%)   |
| Азијати           | 0 (0,0%)   | 0 (0,0%)   |
| Хиспаноамериканци | 0 (0,0%)   | 2 (2,4%)   |
| Укупно            | 77         | 84         |